# Place de l'Hôtel-de-Ville (Nantes)
Pour les articles homonymes, voir Place de l'Hôtel-de-Ville.
La place de l'Hôtel-de-Ville est une place de Nantes, en France.

## Situation et accès
Située dans le Centre-ville de Nantes, la place est au débouché des rues de l'Hôtel-de-Ville, de la Commune, Général-Leclerc-de-Hauteclocque, Fanny-Peccot et du Moulin.

## Origine du nom
La place doit son nom à la présence de l'hôtel de ville qui longe son côté nord.

## Historique

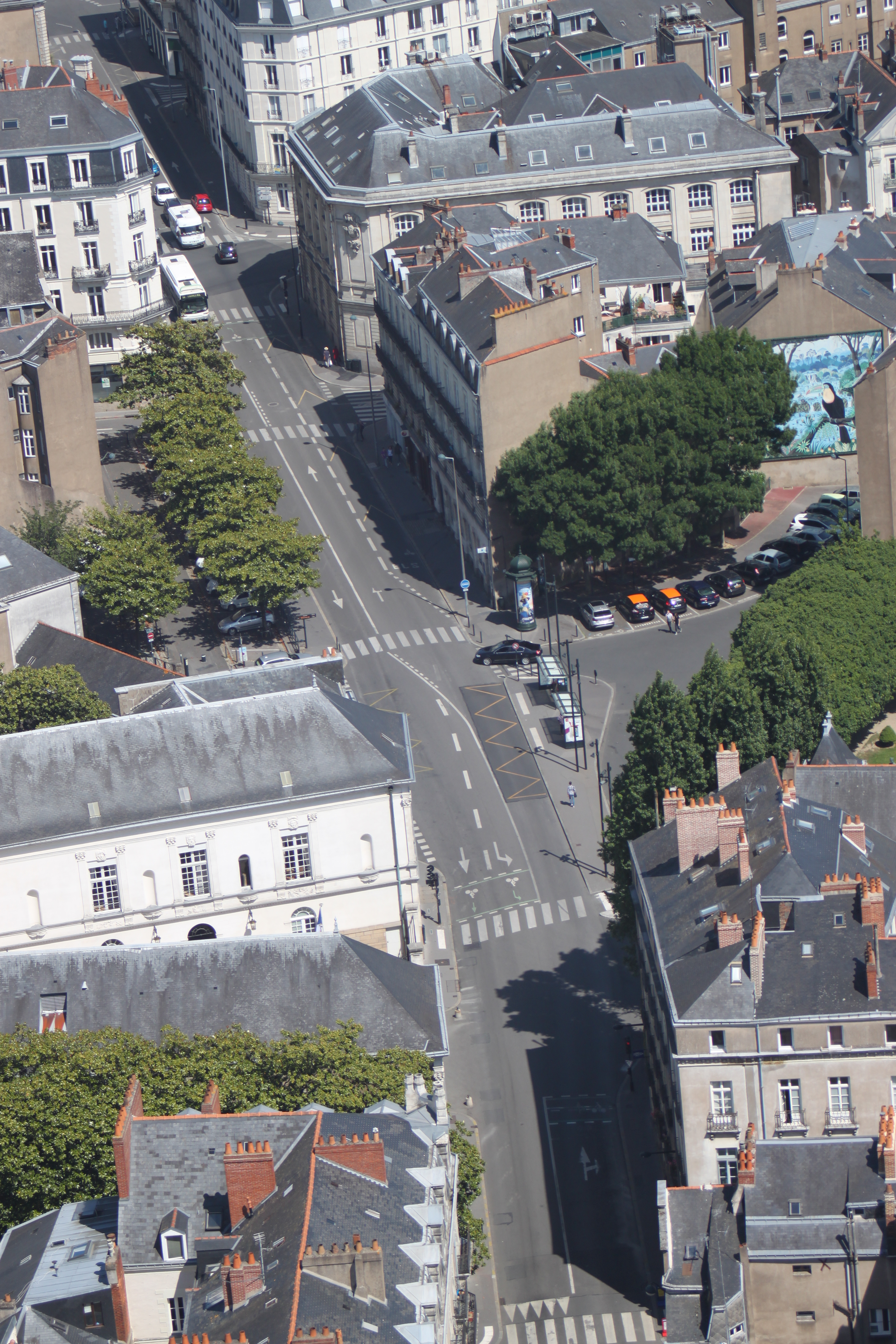
Vue de la Tour Bretagne.

Jusqu'au début du XIXe siècle, la zone n'est desservie que par la seule rue de la Commune qui englobe, alors, l'actuelle rue du Moulin. L'importance prise par l'hôtel de Ville conduit l'administration municipale à améliorer la desserte du bâtiment. On assiste d'abord au percement des rues de l'Hôtel-de-ville et « Saintes-Claires » (devenue « rue Saint-Vincent ») puis de la rue Fanny-Peccot.
La place, telle qu'elle se présente aujourd'hui, est configurée au début des années 1870, après le percement de la rue de Châteaudun (actuelle rue du Général-Leclerc-de-Hauteclocque).
Pendant la Seconde Guerre mondiale, le quartier est endommagé par les bombardements de 1943. Les immeubles situées au sud de la place sont détruits, ce qui permet, après le conflit, l'aménagement de l'actuel square Amiral-Halgan.
Depuis octobre 2012, elle est traversée par la ligne de Chronobus C1, qui y possède la station Hôtel de Ville.

## Bâtiments remarquables et lieux de mémoire
Le côté nord de la place est occupé par l'hôtel de ville.
Au sud-ouest, à l'angle de la rue du Moulin, se trouve l'« hôtel Charette » un hôtel particulier de style Louis XIII, construit au début du XVIIe siècle par Louis Charette de la Colinière (maire de Nantes de 1613 à 1614), et dont le neveu, Jean VII Charette de la Colinière, fait bâtir le château situé à l'emplacement de l'actuel Lycée La Colinière, dans le quartier de Doulon.

### Square Amiral-Halgan
Coordonnées : 47° 13′ 03″ N, 1° 33′ 16″ O
Cet espace vert (nom parfois orthographié en « Square Amiral-Halgand »), fut baptisé en l'honneur de l'ancien gouverneur de la Martinique, l'amiral Emmanuel Halgan, natif de Donges. Il couvre 1 298 m2, a été aménagé sur l'emplacement d'immeubles détruit par les bombardements de 1943. Il est agrémenté d'une statue d'Henry Murail représentant le Maréchal Leclerc.